# Shawn Huff
Shawn Christopher Huff (Helsinki, 5 maggio 1984) è un ex cestista finlandese.
Il padre Leon, americano, ha giocato a lungo nel campionato finlandese intraprendendo anche la carriera di allenatore.

## Carriera

### Club
Shawn, nato e cresciuto in Finlandia, dopo aver giocato in qualche edizione del campionato locale va a studiare negli Stati Uniti approdando alla Valparaiso University nel 2004. Dopo i canonici quattro anni di università vola in Grecia, dove veste la canotta del Maroussi Atene scendendo in campo anche in Eurocup. Un anno più tardi resta nella massima serie ellenica firmando per il Kavala.
Dal 21 febbraio 2011 firma un contratto fino al termine della stagione con la Fulgor Libertas Forlì.
Il 23 giugno 2011 firma un contratto annuale ancora con la squadra forlivese.
Il 24 luglio 2012 firma un annuale con la Vanoli Cremona. A marzo il rapporto con il club lombardo si interrompe con una rescissione consensuale tra le due parti; fino a quel momento Huff aveva giocato 18,7 minuti a gara con 3,9 punti di media.
Nello stesso mese scende in Legadue all'Upea Capo d'Orlando, con cui risulta decisivo nel derby contro la Sigma Barcellona.

### Nazionale
È membro della nazionale finlandese dal 2003, con cui ha anche giocato i campionati europei 2011 e quelli 2013.

## Palmarès
- Campionato finlandese: 2

Espoon Honka: 2001-02, 2002-03
- Coppa di Finlandia: 3

Helsinki Seagulls: 2020, 2021, 2022